# Пермяково (урочище)
Пермяково — упразднённая в 1970-е годы деревня (Пермякова), ныне урочище в Свердловской области России. Находится на территории современного городского округа город Нижний Тагил.

## Географическое положение
Бывшая деревня Пермякова расположена на левом берегу реки Чусовая на 186 километре ниже по течению от камня Собачьи Ребра в селе Слобода, в устье реки Верхняя Пермякова, напротив устья реки Нижняя Пермякова (правого притока реки Чусовая). В окрестностях урочища на реке Чусовая расположены острова Нижний, Верхний и Золотой. В окрестностях урочища на правом берегу реки Чусовая расположен Пермяков камень, заросший лесом, а ниже по течению расположен камень Писаный, на котором высечена надпись с биографией и перечнем заслуг одного из жителей деревни Пермякова.

## История
Первое упоминание о поселении относится к 1675 году. Первыми поселенцами были староверы, которые срубили здесь первые избы в 1675 году. 
8 сентября 1724 года в окрестностях деревни всего из десятка домов вторая жена Акинфия Демидова Ефимия Ивановна Пальцева родила сына Никиту Демидова. До 1917 года основным занятием жителей деревни было бурлачить на сплавах и заготовлять лес.
Деревня состояла из одной улицы, вытянутой вдоль реки. В путеводителе Ф. П. Опарина 1936 года отмечалось, что дома в деревне со входом с улицы и делением избы на две части, что характерно для  пермяцких построек верхнего Прикамья, а историк Т. К. Гуськова предполагает, что подобные постройки были характерны и для русских сибиряков.
В 1970-х годах деревня стала редеть, а в 1974 году был прекращён и молевой сплав по реке, и деревни не стало.
В настоящее время на месте бывшей деревни только поляна.

## XVIII—XIX век
Жители деревни Пермякова имели разбойничью славу. Жители деревни встречали железные караваны гуляньями у острова Золотого, завлекая барки на правую протоку. Там у зазевавшихся рулевых суда садились на мель.

## Население
В 1917 году в деревне насчитывалось 16 дворов, в 1960 году она выросла до 25 дворов.